# Agrias pseudobrunhilda
Agrias pseudobrunhilda är en fjärilsart som beskrevs av Le Moult 1931. Agrias pseudobrunhilda ingår i släktet Agrias och familjen praktfjärilar. Inga underarter finns listade i Catalogue of Life.